# Andrzej Kruczyński
Andrzej Kruczyński (ur. 14 września 1918 w Białej, zm. 13 marca 2008 w Krakowie) – polski aktor, od 1947 do śmierci związany z Teatrem im. Słowackiego w Krakowie. W 1945 rozpoczął studia aktorskie w Studium Teatralnym przy Teatrze im. Juliusza Słowackiego i kontynuował je w Państwowej Szkole Dramatycznej, gdzie zdał egzamin aktorski w 1947.
W latach 1955–1990 wykładowca PWST w Krakowie.
Zagrał ponad 150 ról teatralnych oraz kilka ról filmowych.
Debiutował w Społecznym Teatrze Robotniczego Towarzystwa Przyjaciół Młodzieży "Wesoła Gromadka" rolą Chleba w "Niebieskim ptaku" Maeterlincka w reżyserii Antoniego Bohdziewicza w 1946. W czerwcu 1947 został zaangażowany do Teatru im. Juliusza Słowackiego.